# Fahate
Fahate ist ein osttimoresischer Ort im Suco Darulete (Verwaltungsamt Liquiçá, Gemeinde Liquiçá). Der Weiler liegt im Westen der Aldeia Manupatia in einer Meereshöhe von 970 m. Nordöstlich befindet sich das Dorf Manupatia und westlich das Dorf Boelema. In der näheren Umgebung liegen weitere kleine Weiler und Einzelhäuser. Im Tal im Süden fließt der Caicabaisala, ein Nebenfluss des Lóis.